# 离岸投资
离岸投资（英語：Offshore investment）是指把资金投入到和自身居住国不同的司法管辖区的投资行为。透过使用离岸投资手段，投资者可以享受投资目的地的金融、税收政策，从而在纳税等方面得到一些优惠。一些监管薄弱的国家曾被视为逃税、洗钱等活动的避风港，被用于藏匿、保护非法获得的资金不被来源国的执法机构监管。不过现代的离岸金融中心普遍加强了监管制度，投资者可以合法利用法律法规在这些离岸金融中心进行投资活动，获得更高的收益和更低的纳税额。离岸投资还可以受益于离岸金融中心对于公司注册等方面简化的流程。尽管如此，投资者仍需要注意某些国家（例如美国）对离岸投资活动账户的申报以及征税的规定。益与“离岸投资”对应的术语为“在岸投资（onshore investment）”。